# オルレアンの乙女 〜ジャンヌ・ダルクの物語〜
『オルレアンの乙女 〜ジャンヌ・ダルクの物語〜』（オルレアンのおとめ ジャンヌ・ダルクのものがたり）は、フランス百年戦争をモチーフにした携帯向けアプリゲーム。配信元はケムコ、開発はHit-point。

## 概要
本作はフランス史の百年戦争を題材にしたオリジナルRPG作品である。歴史をテーマにしているため、実在の地名や歴史上の人物が多く登場するのが特徴である。

## ストーリー
中世、15世紀のヨーロッパ。世は戦乱の中にあった。フランスの王位継承権をめぐり、シャルル王太子派とイングランドのヘンリー王子派に分かれ争っていた。
そんな激戦の最中、フランスの片田舎ロレーヌ地方にあるドンレミ村に、白く輝く乙女が舞い降りた…。

## ゲームシステム
戦闘は本作の特徴の一つとなっており、独特の方式がとられている。横スクロール画面に敵味方のキャラクターを配置し、それをリアルタイムに操作し、対応したキーを押すことでアクションが展開される。システム的にはナムコのテイルズ オブ シリーズのリニアモーションバトルシステムに近い。

## 登場人物
ジャンヌ・ダルク
フランスに平和をもたらすため地上に舞い降りた。イングランド兵を撃退し、聖カトリーヌの剣を手にする。その後シャルル王太子に実力を認められ、各地を転戦することになる。
カトリーヌ・ダルク（ミミ）
ドンレミ村で羊飼いをする少女。あだ名はミミ。地上に降臨したジャンヌと最初に接し、ジャンヌに亡き姉「ジャネット」の面影をかさね慕うようになる。
後にジャンヌと共に各地を転戦する。
ジル・ド・レイ
シャルル王太子の部下。国民に「ラ・ピュセル」と呼ばれるジャンヌに疑いを持っていたが、王太子の命令でジャンヌと共に行動するように。
戦闘では弓を使って戦う。
ラ・イール
己の信条を持った根っからの軍人。オルレアンの最前線を守備していた。
本名はエティエンヌ・ド・ヴィニョル。
シャルル王太子
自分が本当に王の子なのか自問し自信を消失していたところ、ジャンヌが現れ諭される。その後イングランド軍と戦うことを決意した。
エドワード黒太子
百年戦争以前に活躍したイングランドの王太子。